# Nicolaus von Amsdorf
 Nicolaus von Amsdorf (Torgau, 3 de dezembro de 1483 – Eisenach, 14 de maio de 1565) foi um reformador protestante alemão.
Foi educado em Leipzig, e depois em Wittenberg, onde foi um dos primeiros que ali se inscreveram na recém-fundada universidade. Em breve obteria o reconhecimento académico tornando-se professor de teologia em em 1511.
Tal como Andreas Karlstadt, ele foi inicialmente um defensor da teologia da velha linha da teologia escolástica, mas sob a influência de Martinho Lutero, ele abandonou as suas posições aristotélicas, trocando-as por uma teologia baseada na doutrina da graça de Santo Agostinho. Ele permaneceu durante toda a sua vida um dos mais determinados apoiantes de Lutero; esteve com ele na Conferência de Leipzig (1519), na dieta de Worms (1521); e em segredo no esconderijo do Castelo de Wartburg.  Ele assistiu aos primeiros esforços da Reforma Protestante em Magdeburg (1524), em Goslar (1531) e em Einbeck (1534); tomou parte activa nos debates em Schmalkalden (1537), onde ele defendeu o uso do sacramento pelos não-crentes; e em (1539) criticou fortemente a bigamia do nobre (Landgraph) de Hessen.